# Ringleiding
Een ringleiding zorgt ervoor dat slechthorenden met een hoortoestel het geluid van een geluidsinstallatie kunnen beluisteren zonder storend omgevingsgeluid. Dat kan thuis met televisie en radio en in het openbaar in gehoorzaal of  kerkgebouw.
Het geluidssignaal wordt aangesloten op een ringleidingversterker. Deze versterker zendt het geluidssignaal door een draad, de ring, die in lussen langs plint of plafond is aangelegd. Door middel van inductie ontvangt het hoortoestel het signaal uit de ringleiding.  Het was tot een tijd geleden zo dat een luisteraar met een hoortoestel of cochleair implantaat van de ringleiding kon gebruikmaken door het toestel daarvoor in te stellen, door het op de T-stand te zetten. Daar komt steeds meer een streamer voor in de plaats, die het goede geluid kan doorgeven. 
Vaak vindt men bij de toegangsdeur van een zaal het bordje "Ringleiding aanwezig" met pictogram.
Een nadeel van het ringleidingsysteem is dat het alleen mono geluidsweergave mogelijk maakt. Via een radiofrequente FM-verbinding of bluetooth kan er ook stereo worden ontvangen. Een probleem kan ontstaan als het signaal van een ringleiding door magnetische gitaar-en-bas-elementen wordt opgepikt waardoor storing of terugkoppeling, feedback, ontstaat en elektrische gitaren onbruikbaar zijn zolang de ringleiding aan staat. Dit probleem doet zich alleen voor bij enkelspoels-elementen.

## Andere toepassingen
Het systeem wordt ook in lawaaierige omgevingen gebruikt om rondleidingen te kunnen geven.
Een ringleiding voor particulier gebruik is mogelijk. Deze wordt in een woonkamer aangelegd en aangesloten op een radio- of televisietoestel. Soms legt men de ring alleen om de stoel waarin de slechthorende luisteraar zit, zodat er maar een gering vermogen nodig is. Een andere mogelijkheid is dat de slechthorende de ringleiding met een draadloze ontvanger om de hals draagt. De gebruiker kan dan door het hele huis de uitzending ontvangen.

## Websites
- Hoorzaken.nl. Ringleiding.